# Rússkaia Temriazan
Rússkaia Temriazan (en rus: Русская Темрязань) és un poble de l'óblast d'Uliànovsk, a Rússia, que el 2010 tenia 19 habitants. Pertany al districte municipal de Kuzovàtovo.